# الاودان (العدين)

تعديل مصدري - تعديل

الاودان محلة تابعة لقرية الزائدة، التابعة لعزلة قصل بمديرية العدين إحدى مديريات محافظة إب في الجمهورية اليمنية.، بلغ تعداد سكانها 37 حسب تعداد اليمن لعام 2004.